# 島原玖南
島原 玖南（しまはら くみな、1997年11月22日 - ）は、日本の元女子バレーボール選手である。

## 来歴
北海道北見市出身。少年団体験の紙を見たのをきっかけに小学3年生からバレーボールを始める。
札幌山の手高等学校、嘉悦大学を経て、2019/20シーズン、V.LEAGUE DIVISION2 WOMEN（V2女子）に所属するブレス浜松の内定選手となった。内定選手としてV2女子の試合に出場し、Vリーグデビューを果たした。
2020年、大学卒業後に、ブレス浜松に入団した。
2022年、ブレス浜松を退団し、V1女子に所属するPFUブルーキャッツに移籍した。
2023年1月7日、V1女子のNECレッドロケッツ戦に出場し、V1デビューを果たした。
2022-23シーズンをもってPFUブルーキャッツを退団した。

## 所属チーム
- 札幌山の手高等学校（2013-2016年）
- 嘉悦大学（2016-2020年）
- ブレス浜松（2020-2022年）
- PFUブルーキャッツ（2022-2023年）